# Lista de regiões geográficas intermediárias e imediatas de Minas Gerais

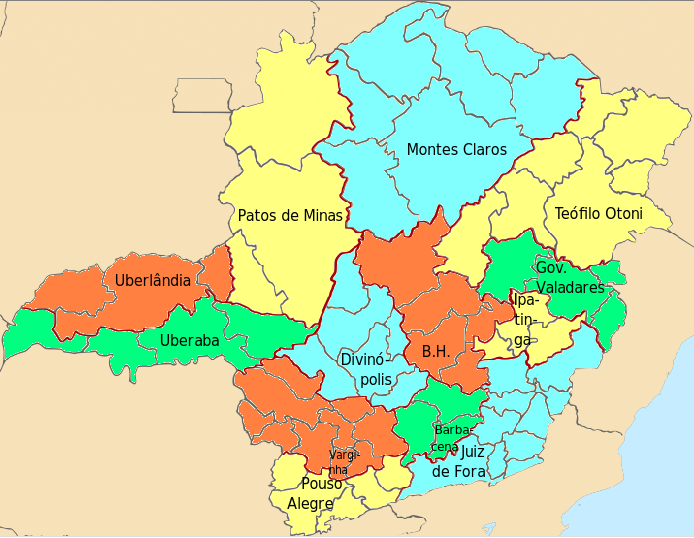
As treze regiões geográficas intermediárias do estado de Minas Gerais.

As setenta regiões geográficas imediatas do estado de Minas Gerais.

Esta é a lista de regiões geográficas intermediárias e imediatas de Minas Gerais, estado brasileiro da Região Sudeste do país. Minas Gerais é composta por 853 municípios, que estão distribuídos em 70 regiões geográficas imediatas, que por sua vez estão agrupadas em 13 regiões geográficas intermediárias, segundo a divisão do Instituto Brasileiro de Geografia e Estatística (IBGE) vigente desde 2017. A primeira seção aborda as regiões geográficas intermediárias e suas respectivas regiões imediatas integrantes, enquanto que a segunda trata das regiões geográficas imediatas e seus respectivos municípios, divididas por regiões intermediárias e ordenadas pela codificação do IBGE.
As regiões geográficas intermediárias foram apresentadas em 2017, com a atualização da divisão regional do Brasil, e correspondem a uma revisão das antigas mesorregiões, que estavam em vigor desde a divisão de 1989. As regiões geográficas imediatas, por sua vez, substituíram as microrregiões. Na divisão vigente até 2017, os municípios do estado estavam distribuídos em 66 microrregiões e 12 mesorregiões, segundo o IBGE.

## Regiões geográficas intermediárias
| Região geográfica intermediária | Código | Número de municípios | Região geográfica imediata | Código | Número de municípios |
| ------------------------------- | ------ | -------------------- | -------------------------- | ------ | -------------------- |
| Belo Horizonte                  | 3101   | 74                   | Belo Horizonte             | 310001 | 29                   |
| Belo Horizonte                  | 3101   | 74                   | Sete Lagoas                | 310002 | 19                   |
| Belo Horizonte                  | 3101   | 74                   | Santa Bárbara-Ouro Preto   | 310003 | 6                    |
| Belo Horizonte                  | 3101   | 74                   | Curvelo                    | 310004 | 11                   |
| Belo Horizonte                  | 3101   | 74                   | Itabira                    | 310005 | 9                    |
| Montes Claros                   | 3102   | 86                   | Montes Claros              | 310006 | 32                   |
| Montes Claros                   | 3102   | 86                   | Janaúba                    | 310007 | 11                   |
| Montes Claros                   | 3102   | 86                   | Salinas                    | 310008 | 14                   |
| Montes Claros                   | 3102   | 86                   | Januária                   | 310009 | 8                    |
| Montes Claros                   | 3102   | 86                   | Pirapora                   | 310010 | 7                    |
| Montes Claros                   | 3102   | 86                   | São Francisco              | 310011 | 6                    |
| Montes Claros                   | 3102   | 86                   | Espinosa                   | 310012 | 8                    |
| Teófilo Otoni                   | 3103   | 86                   | Teófilo Otoni              | 310013 | 27                   |
| Teófilo Otoni                   | 3103   | 86                   | Capelinha                  | 310014 | 10                   |
| Teófilo Otoni                   | 3103   | 86                   | Almenara                   | 310015 | 14                   |
| Teófilo Otoni                   | 3103   | 86                   | Diamantina                 | 310016 | 13                   |
| Teófilo Otoni                   | 3103   | 86                   | Araçuaí                    | 310017 | 8                    |
| Teófilo Otoni                   | 3103   | 86                   | Pedra Azul                 | 310018 | 7                    |
| Teófilo Otoni                   | 3103   | 86                   | Águas Formosas             | 310019 | 7                    |
| Governador Valadares            | 3104   | 58                   | Governador Valadares       | 310020 | 26                   |
| Governador Valadares            | 3104   | 58                   | Guanhães                   | 310021 | 20                   |
| Governador Valadares            | 3104   | 58                   | Mantena                    | 310022 | 7                    |
| Governador Valadares            | 3104   | 58                   | Aimorés-Resplendor         | 310023 | 5                    |
| Ipatinga                        | 3105   | 44                   | Ipatinga                   | 310024 | 22                   |
| Ipatinga                        | 3105   | 44                   | Caratinga                  | 310025 | 16                   |
| Ipatinga                        | 3105   | 44                   | João Monlevade             | 310026 | 6                    |
| Juiz de Fora                    | 3106   | 146                  | Juiz de Fora               | 310027 | 29                   |
| Juiz de Fora                    | 3106   | 146                  | Manhuaçu                   | 310028 | 24                   |
| Juiz de Fora                    | 3106   | 146                  | Ubá                        | 310029 | 17                   |
| Juiz de Fora                    | 3106   | 146                  | Ponte Nova                 | 310030 | 19                   |
| Juiz de Fora                    | 3106   | 146                  | Muriaé                     | 310031 | 12                   |
| Juiz de Fora                    | 3106   | 146                  | Cataguases                 | 310032 | 10                   |
| Juiz de Fora                    | 3106   | 146                  | Viçosa                     | 310033 | 12                   |
| Juiz de Fora                    | 3106   | 146                  | Carangola                  | 310034 | 9                    |
| Juiz de Fora                    | 3106   | 146                  | São João Nepomuceno-Bicas  | 310035 | 9                    |
| Juiz de Fora                    | 3106   | 146                  | Além Paraíba               | 310036 | 5                    |
| Barbacena                       | 3107   | 49                   | Barbacena                  | 310037 | 14                   |
| Barbacena                       | 3107   | 49                   | Conselheiro Lafaiete       | 310038 | 21                   |
| Barbacena                       | 3107   | 49                   | São João del Rei           | 310039 | 14                   |
| Varginha                        | 3108   | 82                   | Varginha                   | 310040 | 5                    |
| Varginha                        | 3108   | 82                   | Passos                     | 310041 | 15                   |
| Varginha                        | 3108   | 82                   | Alfenas                    | 310042 | 13                   |
| Varginha                        | 3108   | 82                   | Lavras                     | 310043 | 14                   |
| Varginha                        | 3108   | 82                   | Guaxupé                    | 310044 | 9                    |
| Varginha                        | 3108   | 82                   | Três Corações              | 310045 | 6                    |
| Varginha                        | 3108   | 82                   | Três Pontas-Boa Esperança  | 310046 | 5                    |
| Varginha                        | 3108   | 82                   | São Sebastião do Paraíso   | 310047 | 5                    |
| Varginha                        | 3108   | 82                   | Campo Belo                 | 310048 | 5                    |
| Varginha                        | 3108   | 82                   | Piumhi                     | 310049 | 5                    |
| Pouso Alegre                    | 3109   | 80                   | Pouso Alegre               | 310050 | 34                   |
| Pouso Alegre                    | 3109   | 80                   | Poços de Caldas            | 310051 | 8                    |
| Pouso Alegre                    | 3109   | 80                   | Itajubá                    | 310052 | 14                   |
| Pouso Alegre                    | 3109   | 80                   | São Lourenço               | 310053 | 16                   |
| Pouso Alegre                    | 3109   | 80                   | Caxambu-Baependi           | 310054 | 8                    |
| Uberaba                         | 3110   | 29                   | Uberaba                    | 310055 | 10                   |
| Uberaba                         | 3110   | 29                   | Araxá                      | 310056 | 8                    |
| Uberaba                         | 3110   | 29                   | Frutal                     | 310057 | 6                    |
| Uberaba                         | 3110   | 29                   | Iturama                    | 310058 | 5                    |
| Uberlândia                      | 3111   | 24                   | Uberlândia                 | 310059 | 11                   |
| Uberlândia                      | 3111   | 24                   | Ituiutaba                  | 310060 | 6                    |
| Uberlândia                      | 3111   | 24                   | Monte Carmelo              | 310061 | 7                    |
| Patos de Minas                  | 3112   | 34                   | Patos de Minas             | 310062 | 18                   |
| Patos de Minas                  | 3112   | 34                   | Unaí                       | 310063 | 11                   |
| Patos de Minas                  | 3112   | 34                   | Patrocínio                 | 310064 | 5                    |
| Divinópolis                     | 3113   | 61                   | Divinópolis                | 310065 | 20                   |
| Divinópolis                     | 3113   | 61                   | Formiga                    | 310066 | 10                   |
| Divinópolis                     | 3113   | 61                   | Dores do Indaiá            | 310067 | 9                    |
| Divinópolis                     | 3113   | 61                   | Pará de Minas              | 310068 | 7                    |
| Divinópolis                     | 3113   | 61                   | Oliveira                   | 310069 | 10                   |
| Divinópolis                     | 3113   | 61                   | Abaeté                     | 310070 | 5                    |

## Regiões geográficas imediatas por regiões intermediárias

### Belo Horizonte
| Região geográfica imediata | Código | Municípios                  |
| -------------------------- | ------ | --------------------------- |
| Belo Horizonte             | 310001 | Belo Horizonte              |
| Belo Horizonte             | 310001 | Betim                       |
| Belo Horizonte             | 310001 | Brumadinho                  |
| Belo Horizonte             | 310001 | Caeté                       |
| Belo Horizonte             | 310001 | Confins                     |
| Belo Horizonte             | 310001 | Contagem                    |
| Belo Horizonte             | 310001 | Esmeraldas                  |
| Belo Horizonte             | 310001 | Florestal                   |
| Belo Horizonte             | 310001 | Ibirité                     |
| Belo Horizonte             | 310001 | Igarapé                     |
| Belo Horizonte             | 310001 | Jaboticatubas               |
| Belo Horizonte             | 310001 | Juatuba                     |
| Belo Horizonte             | 310001 | Lagoa Santa                 |
| Belo Horizonte             | 310001 | Mário Campos                |
| Belo Horizonte             | 310001 | Mateus Leme                 |
| Belo Horizonte             | 310001 | Moeda                       |
| Belo Horizonte             | 310001 | Nova Lima                   |
| Belo Horizonte             | 310001 | Nova União                  |
| Belo Horizonte             | 310001 | Pedro Leopoldo              |
| Belo Horizonte             | 310001 | Raposos                     |
| Belo Horizonte             | 310001 | Ribeirão das Neves          |
| Belo Horizonte             | 310001 | Rio Acima                   |
| Belo Horizonte             | 310001 | Sabará                      |
| Belo Horizonte             | 310001 | Santa Luzia                 |
| Belo Horizonte             | 310001 | São Joaquim de Bicas        |
| Belo Horizonte             | 310001 | São José da Lapa            |
| Belo Horizonte             | 310001 | Sarzedo                     |
| Belo Horizonte             | 310001 | Taquaraçu de Minas          |
| Belo Horizonte             | 310001 | Vespasiano                  |
| Sete Lagoas                | 310002 | Araçaí                      |
| Sete Lagoas                | 310002 | Baldim                      |
| Sete Lagoas                | 310002 | Cachoeira da Prata          |
| Sete Lagoas                | 310002 | Caetanópolis                |
| Sete Lagoas                | 310002 | Capim Branco                |
| Sete Lagoas                | 310002 | Conceição do Mato Dentro    |
| Sete Lagoas                | 310002 | Congonhas do Norte          |
| Sete Lagoas                | 310002 | Cordisburgo                 |
| Sete Lagoas                | 310002 | Fortuna de Minas            |
| Sete Lagoas                | 310002 | Funilândia                  |
| Sete Lagoas                | 310002 | Inhaúma                     |
| Sete Lagoas                | 310002 | Jequitibá                   |
| Sete Lagoas                | 310002 | Matozinhos                  |
| Sete Lagoas                | 310002 | Morro do Pilar              |
| Sete Lagoas                | 310002 | Paraopeba                   |
| Sete Lagoas                | 310002 | Prudente de Morais          |
| Sete Lagoas                | 310002 | Santana de Pirapama         |
| Sete Lagoas                | 310002 | Santana do Riacho           |
| Sete Lagoas                | 310002 | Sete Lagoas                 |
| Santa Bárbara-Ouro Preto   | 310003 | Barão de Cocais             |
| Santa Bárbara-Ouro Preto   | 310003 | Catas Altas                 |
| Santa Bárbara-Ouro Preto   | 310003 | Itabirito                   |
| Santa Bárbara-Ouro Preto   | 310003 | Mariana                     |
| Santa Bárbara-Ouro Preto   | 310003 | Ouro Preto                  |
| Santa Bárbara-Ouro Preto   | 310003 | Santa Bárbara               |
| Curvelo                    | 310004 | Augusto de Lima             |
| Curvelo                    | 310004 | Buenópolis                  |
| Curvelo                    | 310004 | Corinto                     |
| Curvelo                    | 310004 | Curvelo                     |
| Curvelo                    | 310004 | Felixlândia                 |
| Curvelo                    | 310004 | Inimutaba                   |
| Curvelo                    | 310004 | Monjolos                    |
| Curvelo                    | 310004 | Morro da Garça              |
| Curvelo                    | 310004 | Presidente Juscelino        |
| Curvelo                    | 310004 | Santo Hipólito              |
| Curvelo                    | 310004 | Três Marias                 |
| Itabira                    | 310005 | Bom Jesus do Amparo         |
| Itabira                    | 310005 | Carmésia                    |
| Itabira                    | 310005 | Ferros                      |
| Itabira                    | 310005 | Itabira                     |
| Itabira                    | 310005 | Itambé do Mato Dentro       |
| Itabira                    | 310005 | Passabém                    |
| Itabira                    | 310005 | Santa Maria de Itabira      |
| Itabira                    | 310005 | Santo Antônio do Rio Abaixo |
| Itabira                    | 310005 | São Sebastião do Rio Preto  |

### Montes Claros
| Região geográfica imediata´ | Código | Municípios                 |
| --------------------------- | ------ | -------------------------- |
| Montes Claros               | 310006 | Bocaiuva                   |
| Montes Claros               | 310006 | Botumirim                  |
| Montes Claros               | 310006 | Brasília de Minas          |
| Montes Claros               | 310006 | Campo Azul                 |
| Montes Claros               | 310006 | Capitão Enéas              |
| Montes Claros               | 310006 | Claro dos Poções           |
| Montes Claros               | 310006 | Coração de Jesus           |
| Montes Claros               | 310006 | Cristália                  |
| Montes Claros               | 310006 | Engenheiro Navarro         |
| Montes Claros               | 310006 | Francisco Dumont           |
| Montes Claros               | 310006 | Francisco Sá               |
| Montes Claros               | 310006 | Glaucilândia               |
| Montes Claros               | 310006 | Grão Mogol                 |
| Montes Claros               | 310006 | Guaraciama                 |
| Montes Claros               | 310006 | Ibiracatu                  |
| Montes Claros               | 310006 | Itacambira                 |
| Montes Claros               | 310006 | Japonvar                   |
| Montes Claros               | 310006 | Jequitaí                   |
| Montes Claros               | 310006 | Joaquim Felício            |
| Montes Claros               | 310006 | Josenópolis                |
| Montes Claros               | 310006 | Juramento                  |
| Montes Claros               | 310006 | Lagoa dos Patos            |
| Montes Claros               | 310006 | Lontra                     |
| Montes Claros               | 310006 | Luislândia                 |
| Montes Claros               | 310006 | Mirabela                   |
| Montes Claros               | 310006 | Montes Claros              |
| Montes Claros               | 310006 | Olhos-d'Água               |
| Montes Claros               | 310006 | Patis                      |
| Montes Claros               | 310006 | São João da Lagoa          |
| Montes Claros               | 310006 | São João da Ponte          |
| Montes Claros               | 310006 | São João do Pacuí          |
| Montes Claros               | 310006 | Varzelândia                |
| Janaúba                     | 310007 | Jaíba                      |
| Janaúba                     | 310007 | Janaúba                    |
| Janaúba                     | 310007 | Manga                      |
| Janaúba                     | 310007 | Matias Cardoso             |
| Janaúba                     | 310007 | Miravânia                  |
| Janaúba                     | 310007 | Nova Porteirinha           |
| Janaúba                     | 310007 | Pai Pedro                  |
| Janaúba                     | 310007 | Porteirinha                |
| Janaúba                     | 310007 | Riacho dos Machados        |
| Janaúba                     | 310007 | Serranópolis de Minas      |
| Janaúba                     | 310007 | Verdelândia                |
| Salinas                     | 310008 | Berizal                    |
| Salinas                     | 310008 | Curral de Dentro           |
| Salinas                     | 310008 | Fruta de Leite             |
| Salinas                     | 310008 | Indaiabira                 |
| Salinas                     | 310008 | Ninheira                   |
| Salinas                     | 310008 | Novorizonte                |
| Salinas                     | 310008 | Padre Carvalho             |
| Salinas                     | 310008 | Rio Pardo de Minas         |
| Salinas                     | 310008 | Rubelita                   |
| Salinas                     | 310008 | Salinas                    |
| Salinas                     | 310008 | Santa Cruz de Salinas      |
| Salinas                     | 310008 | São João do Paraíso        |
| Salinas                     | 310008 | Taiobeiras                 |
| Salinas                     | 310008 | Vargem Grande do Rio Pardo |
| Januária                    | 310009 | Bonito de Minas            |
| Januária                    | 310009 | Cônego Marinho             |
| Januária                    | 310009 | Itacarambi                 |
| Januária                    | 310009 | Januária                   |
| Januária                    | 310009 | Juvenília                  |
| Januária                    | 310009 | Montalvânia                |
| Januária                    | 310009 | Pedras de Maria da Cruz    |
| Januária                    | 310009 | São João das Missões       |
| Pirapora                    | 310010 | Buritizeiro                |
| Pirapora                    | 310010 | Ibiaí                      |
| Pirapora                    | 310010 | Lassance                   |
| Pirapora                    | 310010 | Pirapora                   |
| Pirapora                    | 310010 | Ponto Chique               |
| Pirapora                    | 310010 | Santa Fé de Minas          |
| Pirapora                    | 310010 | Várzea da Palma            |
| São Francisco               | 310011 | Chapada Gaúcha             |
| São Francisco               | 310011 | Icaraí de Minas            |
| São Francisco               | 310011 | Pintópolis                 |
| São Francisco               | 310011 | São Francisco              |
| São Francisco               | 310011 | São Romão                  |
| São Francisco               | 310011 | Ubaí                       |
| Espinosa                    | 310012 | Catuti                     |
| Espinosa                    | 310012 | Espinosa                   |
| Espinosa                    | 310012 | Gameleiras                 |
| Espinosa                    | 310012 | Mamonas                    |
| Espinosa                    | 310012 | Mato Verde                 |
| Espinosa                    | 310012 | Monte Azul                 |
| Espinosa                    | 310012 | Montezuma                  |
| Espinosa                    | 310012 | Santo Antônio do Retiro    |

### Teófilo Otoni
| Região geográfica imediata | Código | Municípios                  |
| -------------------------- | ------ | --------------------------- |
| Teófilo Otoni              | 310013 | Ataléia                     |
| Teófilo Otoni              | 310013 | Campanário                  |
| Teófilo Otoni              | 310013 | Caraí                       |
| Teófilo Otoni              | 310013 | Carlos Chagas               |
| Teófilo Otoni              | 310013 | Catuji                      |
| Teófilo Otoni              | 310013 | Franciscópolis              |
| Teófilo Otoni              | 310013 | Frei Gaspar                 |
| Teófilo Otoni              | 310013 | Itaipé                      |
| Teófilo Otoni              | 310013 | Itambacuri                  |
| Teófilo Otoni              | 310013 | Itaobim                     |
| Teófilo Otoni              | 310013 | Ladainha                    |
| Teófilo Otoni              | 310013 | Malacacheta                 |
| Teófilo Otoni              | 310013 | Monte Formoso               |
| Teófilo Otoni              | 310013 | Nanuque                     |
| Teófilo Otoni              | 310013 | Nova Módica                 |
| Teófilo Otoni              | 310013 | Novo Cruzeiro               |
| Teófilo Otoni              | 310013 | Novo Oriente de Minas       |
| Teófilo Otoni              | 310013 | Ouro Verde de Minas         |
| Teófilo Otoni              | 310013 | Padre Paraíso               |
| Teófilo Otoni              | 310013 | Pavão                       |
| Teófilo Otoni              | 310013 | Pescador                    |
| Teófilo Otoni              | 310013 | Ponto dos Volantes          |
| Teófilo Otoni              | 310013 | Poté                        |
| Teófilo Otoni              | 310013 | São José do Divino          |
| Teófilo Otoni              | 310013 | Serra dos Aimorés           |
| Teófilo Otoni              | 310013 | Setubinha                   |
| Teófilo Otoni              | 310013 | Teófilo Otoni               |
| Capelinha                  | 310014 | Água Boa                    |
| Capelinha                  | 310014 | Angelândia                  |
| Capelinha                  | 310014 | Aricanduva                  |
| Capelinha                  | 310014 | Capelinha                   |
| Capelinha                  | 310014 | Chapada do Norte            |
| Capelinha                  | 310014 | Itamarandiba                |
| Capelinha                  | 310014 | Leme do Prado               |
| Capelinha                  | 310014 | Minas Novas                 |
| Capelinha                  | 310014 | Turmalina                   |
| Capelinha                  | 310014 | Veredinha                   |
| Almenara                   | 310015 | Almenara                    |
| Almenara                   | 310015 | Bandeira                    |
| Almenara                   | 310015 | Felisburgo                  |
| Almenara                   | 310015 | Jacinto                     |
| Almenara                   | 310015 | Jequitinhonha               |
| Almenara                   | 310015 | Joaíma                      |
| Almenara                   | 310015 | Jordânia                    |
| Almenara                   | 310015 | Mata Verde                  |
| Almenara                   | 310015 | Palmópolis                  |
| Almenara                   | 310015 | Rio do Prado                |
| Almenara                   | 310015 | Rubim                       |
| Almenara                   | 310015 | Salto da Divisa             |
| Almenara                   | 310015 | Santa Maria do Salto        |
| Almenara                   | 310015 | Santo Antônio do Jacinto    |
| Diamantina                 | 310016 | Alvorada de Minas           |
| Diamantina                 | 310016 | Carbonita                   |
| Diamantina                 | 310016 | Couto de Magalhães de Minas |
| Diamantina                 | 310016 | Datas                       |
| Diamantina                 | 310016 | Diamantina                  |
| Diamantina                 | 310016 | Felício dos Santos          |
| Diamantina                 | 310016 | Gouveia                     |
| Diamantina                 | 310016 | Presidente Kubitschek       |
| Diamantina                 | 310016 | Santo Antônio do Itambé     |
| Diamantina                 | 310016 | São Gonçalo do Rio Preto    |
| Diamantina                 | 310016 | Senador Modestino Gonçalves |
| Diamantina                 | 310016 | Serra Azul de Minas         |
| Diamantina                 | 310016 | Serro                       |
| Araçuaí                    | 310017 | Araçuaí                     |
| Araçuaí                    | 310017 | Berilo                      |
| Araçuaí                    | 310017 | Coronel Murta               |
| Araçuaí                    | 310017 | Francisco Badaró            |
| Araçuaí                    | 310017 | Itinga                      |
| Araçuaí                    | 310017 | Jenipapo de Minas           |
| Araçuaí                    | 310017 | José Gonçalves de Minas     |
| Araçuaí                    | 310017 | Virgem da Lapa              |
| Pedra Azul                 | 310018 | Águas Vermelhas             |
| Pedra Azul                 | 310018 | Cachoeira de Pajeú          |
| Pedra Azul                 | 310018 | Comercinho                  |
| Pedra Azul                 | 310018 | Divisa Alegre               |
| Pedra Azul                 | 310018 | Divisópolis                 |
| Pedra Azul                 | 310018 | Medina                      |
| Pedra Azul                 | 310018 | Pedra Azul                  |
| Águas Formosas             | 310019 | Águas Formosas              |
| Águas Formosas             | 310019 | Bertópolis                  |
| Águas Formosas             | 310019 | Crisólita                   |
| Águas Formosas             | 310019 | Fronteira dos Vales         |
| Águas Formosas             | 310019 | Machacalis                  |
| Águas Formosas             | 310019 | Santa Helena de Minas       |
| Águas Formosas             | 310019 | Umburatiba                  |

### Governador Valadares
| Região geográfica imediata | Código | Municípios                |
| -------------------------- | ------ | ------------------------- |
| Governador Valadares       | 310020 | Alpercata                 |
| Governador Valadares       | 310020 | Capitão Andrade           |
| Governador Valadares       | 310020 | Conselheiro Pena          |
| Governador Valadares       | 310020 | Coroaci                   |
| Governador Valadares       | 310020 | Divino das Laranjeiras    |
| Governador Valadares       | 310020 | Engenheiro Caldas         |
| Governador Valadares       | 310020 | Fernandes Tourinho        |
| Governador Valadares       | 310020 | Frei Inocêncio            |
| Governador Valadares       | 310020 | Galileia                  |
| Governador Valadares       | 310020 | Goiabeira                 |
| Governador Valadares       | 310020 | Gonzaga                   |
| Governador Valadares       | 310020 | Governador Valadares      |
| Governador Valadares       | 310020 | Itanhomi                  |
| Governador Valadares       | 310020 | Jampruca                  |
| Governador Valadares       | 310020 | Marilac                   |
| Governador Valadares       | 310020 | Mathias Lobato            |
| Governador Valadares       | 310020 | Nacip Raydan              |
| Governador Valadares       | 310020 | Santa Efigênia de Minas   |
| Governador Valadares       | 310020 | São Geraldo da Piedade    |
| Governador Valadares       | 310020 | São Geraldo do Baixio     |
| Governador Valadares       | 310020 | São José da Safira        |
| Governador Valadares       | 310020 | Sardoá                    |
| Governador Valadares       | 310020 | Sobrália                  |
| Governador Valadares       | 310020 | Tarumirim                 |
| Governador Valadares       | 310020 | Tumiritinga               |
| Governador Valadares       | 310020 | Virgolândia               |
| Guanhães                   | 310021 | Cantagalo                 |
| Guanhães                   | 310021 | Coluna                    |
| Guanhães                   | 310021 | Divinolândia de Minas     |
| Guanhães                   | 310021 | Dom Joaquim               |
| Guanhães                   | 310021 | Dores de Guanhães         |
| Guanhães                   | 310021 | Frei Lagonegro            |
| Guanhães                   | 310021 | Guanhães                  |
| Guanhães                   | 310021 | José Raydan               |
| Guanhães                   | 310021 | Materlândia               |
| Guanhães                   | 310021 | Paulistas                 |
| Guanhães                   | 310021 | Peçanha                   |
| Guanhães                   | 310021 | Rio Vermelho              |
| Guanhães                   | 310021 | Sabinópolis               |
| Guanhães                   | 310021 | Santa Maria do Suaçuí     |
| Guanhães                   | 310021 | São João Evangelista      |
| Guanhães                   | 310021 | São José do Jacuri        |
| Guanhães                   | 310021 | São Pedro do Suaçuí       |
| Guanhães                   | 310021 | São Sebastião do Maranhão |
| Guanhães                   | 310021 | Senhora do Porto          |
| Guanhães                   | 310021 | Virginópolis              |
| Mantena                    | 310022 | Central de Minas          |
| Mantena                    | 310022 | Itabirinha                |
| Mantena                    | 310022 | Mantena                   |
| Mantena                    | 310022 | Mendes Pimentel           |
| Mantena                    | 310022 | Nova Belém                |
| Mantena                    | 310022 | São Félix de Minas        |
| Mantena                    | 310022 | São João do Manteninha    |
| Aimorés-Resplendor         | 310023 | Aimorés                   |
| Aimorés-Resplendor         | 310023 | Cuparaque                 |
| Aimorés-Resplendor         | 310023 | Itueta                    |
| Aimorés-Resplendor         | 310023 | Resplendor                |
| Aimorés-Resplendor         | 310023 | Santa Rita do Itueto      |

### Ipatinga
| Região geográfica imediata | Código | Municípios                |
| -------------------------- | ------ | ------------------------- |
| Ipatinga                   | 310024 | Açucena                   |
| Ipatinga                   | 310024 | Antônio Dias              |
| Ipatinga                   | 310024 | Belo Oriente              |
| Ipatinga                   | 310024 | Braúnas                   |
| Ipatinga                   | 310024 | Bugre                     |
| Ipatinga                   | 310024 | Coronel Fabriciano        |
| Ipatinga                   | 310024 | Dionísio                  |
| Ipatinga                   | 310024 | Dom Cavati                |
| Ipatinga                   | 310024 | Iapu                      |
| Ipatinga                   | 310024 | Ipaba                     |
| Ipatinga                   | 310024 | Ipatinga                  |
| Ipatinga                   | 310024 | Jaguaraçu                 |
| Ipatinga                   | 310024 | Joanésia                  |
| Ipatinga                   | 310024 | Marliéria                 |
| Ipatinga                   | 310024 | Mesquita                  |
| Ipatinga                   | 310024 | Naque                     |
| Ipatinga                   | 310024 | Periquito                 |
| Ipatinga                   | 310024 | Pingo-d'Água              |
| Ipatinga                   | 310024 | Santana do Paraíso        |
| Ipatinga                   | 310024 | São João do Oriente       |
| Ipatinga                   | 310024 | São José do Goiabal       |
| Ipatinga                   | 310024 | Timóteo                   |
| Caratinga                  | 310025 | Alvarenga                 |
| Caratinga                  | 310025 | Bom Jesus do Galho        |
| Caratinga                  | 310025 | Caratinga                 |
| Caratinga                  | 310025 | Córrego Novo              |
| Caratinga                  | 310025 | Entre Folhas              |
| Caratinga                  | 310025 | Imbé de Minas             |
| Caratinga                  | 310025 | Inhapim                   |
| Caratinga                  | 310025 | Piedade de Caratinga      |
| Caratinga                  | 310025 | Raul Soares               |
| Caratinga                  | 310025 | Santa Bárbara do Leste    |
| Caratinga                  | 310025 | Santa Rita de Minas       |
| Caratinga                  | 310025 | São Domingos das Dores    |
| Caratinga                  | 310025 | São Sebastião do Anta     |
| Caratinga                  | 310025 | Ubaporanga                |
| Caratinga                  | 310025 | Vargem Alegre             |
| Caratinga                  | 310025 | Vermelho Novo             |
| João Monlevade             | 310026 | Bela Vista de Minas       |
| João Monlevade             | 310026 | João Monlevade            |
| João Monlevade             | 310026 | Nova Era                  |
| João Monlevade             | 310026 | Rio Piracicaba            |
| João Monlevade             | 310026 | São Domingos do Prata     |
| João Monlevade             | 310026 | São Gonçalo do Rio Abaixo |

### Juiz de Fora
| Região geográfica imediata | Código | Municípios                     |
| -------------------------- | ------ | ------------------------------ |
| Juiz de Fora               | 310027 | Andrelândia                    |
| Juiz de Fora               | 310027 | Aracitaba                      |
| Juiz de Fora               | 310027 | Arantina                       |
| Juiz de Fora               | 310027 | Belmiro Braga                  |
| Juiz de Fora               | 310027 | Bias Fortes                    |
| Juiz de Fora               | 310027 | Bocaina de Minas               |
| Juiz de Fora               | 310027 | Bom Jardim de Minas            |
| Juiz de Fora               | 310027 | Chácara                        |
| Juiz de Fora               | 310027 | Chiador                        |
| Juiz de Fora               | 310027 | Coronel Pacheco                |
| Juiz de Fora               | 310027 | Ewbank da Câmara               |
| Juiz de Fora               | 310027 | Goianá                         |
| Juiz de Fora               | 310027 | Juiz de Fora                   |
| Juiz de Fora               | 310027 | Liberdade                      |
| Juiz de Fora               | 310027 | Lima Duarte                    |
| Juiz de Fora               | 310027 | Matias Barbosa                 |
| Juiz de Fora               | 310027 | Olaria                         |
| Juiz de Fora               | 310027 | Oliveira Fortes                |
| Juiz de Fora               | 310027 | Paiva                          |
| Juiz de Fora               | 310027 | Passa Vinte                    |
| Juiz de Fora               | 310027 | Pedro Teixeira                 |
| Juiz de Fora               | 310027 | Piau                           |
| Juiz de Fora               | 310027 | Rio Novo                       |
| Juiz de Fora               | 310027 | Rio Preto                      |
| Juiz de Fora               | 310027 | Santa Bárbara do Monte Verde   |
| Juiz de Fora               | 310027 | Santa Rita de Jacutinga        |
| Juiz de Fora               | 310027 | Santana do Deserto             |
| Juiz de Fora               | 310027 | Santos Dumont                  |
| Juiz de Fora               | 310027 | Simão Pereira                  |
| Manhuaçu                   | 310028 | Abre Campo                     |
| Manhuaçu                   | 310028 | Alto Caparaó                   |
| Manhuaçu                   | 310028 | Alto Jequitibá                 |
| Manhuaçu                   | 310028 | Caparaó                        |
| Manhuaçu                   | 310028 | Caputira                       |
| Manhuaçu                   | 310028 | Chalé                          |
| Manhuaçu                   | 310028 | Conceição de Ipanema           |
| Manhuaçu                   | 310028 | Durandé                        |
| Manhuaçu                   | 310028 | Ipanema                        |
| Manhuaçu                   | 310028 | Lajinha                        |
| Manhuaçu                   | 310028 | Luisburgo                      |
| Manhuaçu                   | 310028 | Manhuaçu                       |
| Manhuaçu                   | 310028 | Manhumirim                     |
| Manhuaçu                   | 310028 | Martins Soares                 |
| Manhuaçu                   | 310028 | Matipó                         |
| Manhuaçu                   | 310028 | Mutum                          |
| Manhuaçu                   | 310028 | Pocrane                        |
| Manhuaçu                   | 310028 | Reduto                         |
| Manhuaçu                   | 310028 | Santa Margarida                |
| Manhuaçu                   | 310028 | Santana do Manhuaçu            |
| Manhuaçu                   | 310028 | São João do Manhuaçu           |
| Manhuaçu                   | 310028 | São José do Mantimento         |
| Manhuaçu                   | 310028 | Simonésia                      |
| Manhuaçu                   | 310028 | Taparuba                       |
| Ubá                        | 310029 | Brás Pires                     |
| Ubá                        | 310029 | Divinésia                      |
| Ubá                        | 310029 | Dores do Turvo                 |
| Ubá                        | 310029 | Guarani                        |
| Ubá                        | 310029 | Guidoval                       |
| Ubá                        | 310029 | Guiricema                      |
| Ubá                        | 310029 | Mercês                         |
| Ubá                        | 310029 | Piraúba                        |
| Ubá                        | 310029 | Rio Pomba                      |
| Ubá                        | 310029 | Rodeiro                        |
| Ubá                        | 310029 | São Geraldo                    |
| Ubá                        | 310029 | Senador Firmino                |
| Ubá                        | 310029 | Silveirânia                    |
| Ubá                        | 310029 | Tabuleiro                      |
| Ubá                        | 310029 | Tocantins                      |
| Ubá                        | 310029 | Ubá                            |
| Ubá                        | 310029 | Visconde do Rio Branco         |
| Ponte Nova                 | 310030 | Acaiaca                        |
| Ponte Nova                 | 310030 | Alvinópolis                    |
| Ponte Nova                 | 310030 | Amparo da Serra                |
| Ponte Nova                 | 310030 | Barra Longa                    |
| Ponte Nova                 | 310030 | Diogo de Vasconcelos           |
| Ponte Nova                 | 310030 | Dom Silvério                   |
| Ponte Nova                 | 310030 | Guaraciaba                     |
| Ponte Nova                 | 310030 | Jequeri                        |
| Ponte Nova                 | 310030 | Oratórios                      |
| Ponte Nova                 | 310030 | Piedade de Ponte Nova          |
| Ponte Nova                 | 310030 | Ponte Nova                     |
| Ponte Nova                 | 310030 | Rio Casca                      |
| Ponte Nova                 | 310030 | Rio Doce                       |
| Ponte Nova                 | 310030 | Santa Cruz do Escalvado        |
| Ponte Nova                 | 310030 | Santo Antônio do Grama         |
| Ponte Nova                 | 310030 | São Pedro dos Ferros           |
| Ponte Nova                 | 310030 | Sem-Peixe                      |
| Ponte Nova                 | 310030 | Sericita                       |
| Ponte Nova                 | 310030 | Urucânia                       |
| Muriaé                     | 310031 | Antônio Prado de Minas         |
| Muriaé                     | 310031 | Barão de Monte Alto            |
| Muriaé                     | 310031 | Eugenópolis                    |
| Muriaé                     | 310031 | Fervedouro                     |
| Muriaé                     | 310031 | Miradouro                      |
| Muriaé                     | 310031 | Miraí                          |
| Muriaé                     | 310031 | Muriaé                         |
| Muriaé                     | 310031 | Patrocínio do Muriaé           |
| Muriaé                     | 310031 | Rosário da Limeira             |
| Muriaé                     | 310031 | São Francisco do Glória        |
| Muriaé                     | 310031 | São Sebastião da Vargem Alegre |
| Muriaé                     | 310031 | Vieiras                        |
| Cataguases                 | 310032 | Argirita                       |
| Cataguases                 | 310032 | Astolfo Dutra                  |
| Cataguases                 | 310032 | Cataguases                     |
| Cataguases                 | 310032 | Dona Eusébia                   |
| Cataguases                 | 310032 | Itamarati de Minas             |
| Cataguases                 | 310032 | Laranjal                       |
| Cataguases                 | 310032 | Leopoldina                     |
| Cataguases                 | 310032 | Palma                          |
| Cataguases                 | 310032 | Recreio                        |
| Cataguases                 | 310032 | Santana de Cataguases          |
| Viçosa                     | 310033 | Araponga                       |
| Viçosa                     | 310033 | Cajuri                         |
| Viçosa                     | 310033 | Canaã                          |
| Viçosa                     | 310033 | Coimbra                        |
| Viçosa                     | 310033 | Ervália                        |
| Viçosa                     | 310033 | Paula Cândido                  |
| Viçosa                     | 310033 | Pedra do Anta                  |
| Viçosa                     | 310033 | Porto Firme                    |
| Viçosa                     | 310033 | Presidente Bernardes           |
| Viçosa                     | 310033 | São Miguel do Anta             |
| Viçosa                     | 310033 | Teixeiras                      |
| Viçosa                     | 310033 | Viçosa                         |
| Carangola                  | 310034 | Caiana                         |
| Carangola                  | 310034 | Carangola                      |
| Carangola                  | 310034 | Divino                         |
| Carangola                  | 310034 | Espera Feliz                   |
| Carangola                  | 310034 | Faria Lemos                    |
| Carangola                  | 310034 | Orizânia                       |
| Carangola                  | 310034 | Pedra Bonita                   |
| Carangola                  | 310034 | Pedra Dourada                  |
| Carangola                  | 310034 | Tombos                         |
| São João Nepomuceno-Bicas  | 310035 | Bicas                          |
| São João Nepomuceno-Bicas  | 310035 | Descoberto                     |
| São João Nepomuceno-Bicas  | 310035 | Guarará                        |
| São João Nepomuceno-Bicas  | 310035 | Mar de Espanha                 |
| São João Nepomuceno-Bicas  | 310035 | Maripá de Minas                |
| São João Nepomuceno-Bicas  | 310035 | Pequeri                        |
| São João Nepomuceno-Bicas  | 310035 | Rochedo de Minas               |
| São João Nepomuceno-Bicas  | 310035 | São João Nepomuceno            |
| São João Nepomuceno-Bicas  | 310035 | Senador Cortes                 |
| Além Paraíba               | 310036 | Além Paraíba                   |
| Além Paraíba               | 310036 | Estrela Dalva                  |
| Além Paraíba               | 310036 | Pirapetinga                    |
| Além Paraíba               | 310036 | Santo Antônio do Aventureiro   |
| Além Paraíba               | 310036 | Volta Grande                   |

### Barbacena
| Região geográfica imediata | Código | Municípios                  |
| -------------------------- | ------ | --------------------------- |
| Barbacena                  | 310037 | Alfredo Vasconcelos         |
| Barbacena                  | 310037 | Alto Rio Doce               |
| Barbacena                  | 310037 | Antônio Carlos              |
| Barbacena                  | 310037 | Barbacena                   |
| Barbacena                  | 310037 | Barroso                     |
| Barbacena                  | 310037 | Cipotânea                   |
| Barbacena                  | 310037 | Desterro do Melo            |
| Barbacena                  | 310037 | Dores de Campos             |
| Barbacena                  | 310037 | Ibertioga                   |
| Barbacena                  | 310037 | Ressaquinha                 |
| Barbacena                  | 310037 | Santa Bárbara do Tugúrio    |
| Barbacena                  | 310037 | Santa Rita de Ibitipoca     |
| Barbacena                  | 310037 | Santana do Garambéu         |
| Barbacena                  | 310037 | Senhora dos Remédios        |
| Conselheiro Lafaiete       | 310038 | Belo Vale                   |
| Conselheiro Lafaiete       | 310038 | Capela Nova                 |
| Conselheiro Lafaiete       | 310038 | Caranaíba                   |
| Conselheiro Lafaiete       | 310038 | Carandaí                    |
| Conselheiro Lafaiete       | 310038 | Casa Grande                 |
| Conselheiro Lafaiete       | 310038 | Catas Altas da Noruega      |
| Conselheiro Lafaiete       | 310038 | Congonhas                   |
| Conselheiro Lafaiete       | 310038 | Conselheiro Lafaiete        |
| Conselheiro Lafaiete       | 310038 | Cristiano Otoni             |
| Conselheiro Lafaiete       | 310038 | Desterro de Entre Rios      |
| Conselheiro Lafaiete       | 310038 | Entre Rios de Minas         |
| Conselheiro Lafaiete       | 310038 | Itaverava                   |
| Conselheiro Lafaiete       | 310038 | Jeceaba                     |
| Conselheiro Lafaiete       | 310038 | Lamim                       |
| Conselheiro Lafaiete       | 310038 | Ouro Branco                 |
| Conselheiro Lafaiete       | 310038 | Piranga                     |
| Conselheiro Lafaiete       | 310038 | Queluzito                   |
| Conselheiro Lafaiete       | 310038 | Rio Espera                  |
| Conselheiro Lafaiete       | 310038 | Santana dos Montes          |
| Conselheiro Lafaiete       | 310038 | São Brás do Suaçuí          |
| Conselheiro Lafaiete       | 310038 | Senhora de Oliveira         |
| São João del-Rei           | 310039 | Conceição da Barra de Minas |
| São João del-Rei           | 310039 | Coronel Xavier Chaves       |
| São João del-Rei           | 310039 | Lagoa Dourada               |
| São João del-Rei           | 310039 | Madre de Deus de Minas      |
| São João del-Rei           | 310039 | Nazareno                    |
| São João del-Rei           | 310039 | Piedade do Rio Grande       |
| São João del-Rei           | 310039 | Prados                      |
| São João del-Rei           | 310039 | Resende Costa               |
| São João del-Rei           | 310039 | Ritápolis                   |
| São João del-Rei           | 310039 | Santa Cruz de Minas         |
| São João del-Rei           | 310039 | São João del-Rei            |
| São João del-Rei           | 310039 | São Tiago                   |
| São João del-Rei           | 310039 | São Vicente de Minas        |
| São João del-Rei           | 310039 | Tiradentes                  |

### Varginha
| Região geográfica imediata | Código | Municípios                 |
| -------------------------- | ------ | -------------------------- |
| Varginha                   | 310040 | Cordislândia               |
| Varginha                   | 310040 | Elói Mendes                |
| Varginha                   | 310040 | Monsenhor Paulo            |
| Varginha                   | 310040 | São Gonçalo do Sapucaí     |
| Varginha                   | 310040 | Varginha                   |
| Passos                     | 310041 | Alpinópolis                |
| Passos                     | 310041 | Bom Jesus da Penha         |
| Passos                     | 310041 | Capetinga                  |
| Passos                     | 310041 | Carmo do Rio Claro         |
| Passos                     | 310041 | Cássia                     |
| Passos                     | 310041 | Claraval                   |
| Passos                     | 310041 | Delfinópolis               |
| Passos                     | 310041 | Fortaleza de Minas         |
| Passos                     | 310041 | Guapé                      |
| Passos                     | 310041 | Ibiraci                    |
| Passos                     | 310041 | Itaú de Minas              |
| Passos                     | 310041 | Passos                     |
| Passos                     | 310041 | Pratápolis                 |
| Passos                     | 310041 | São João Batista do Glória |
| Passos                     | 310041 | São José da Barra          |
| Alfenas                    | 310042 | Alfenas                    |
| Alfenas                    | 310042 | Alterosa                   |
| Alfenas                    | 310042 | Areado                     |
| Alfenas                    | 310042 | Campo do Meio              |
| Alfenas                    | 310042 | Campos Gerais              |
| Alfenas                    | 310042 | Carvalhópolis              |
| Alfenas                    | 310042 | Conceição da Aparecida     |
| Alfenas                    | 310042 | Divisa Nova                |
| Alfenas                    | 310042 | Fama                       |
| Alfenas                    | 310042 | Machado                    |
| Alfenas                    | 310042 | Paraguaçu                  |
| Alfenas                    | 310042 | Poço Fundo                 |
| Alfenas                    | 310042 | Serrania                   |
| Lavras                     | 310043 | Bom Sucesso                |
| Lavras                     | 310043 | Cana Verde                 |
| Lavras                     | 310043 | Carrancas                  |
| Lavras                     | 310043 | Ibituruna                  |
| Lavras                     | 310043 | Ijaci                      |
| Lavras                     | 310043 | Ingaí                      |
| Lavras                     | 310043 | Itumirim                   |
| Lavras                     | 310043 | Itutinga                   |
| Lavras                     | 310043 | Lavras                     |
| Lavras                     | 310043 | Luminárias                 |
| Lavras                     | 310043 | Nepomuceno                 |
| Lavras                     | 310043 | Perdões                    |
| Lavras                     | 310043 | Ribeirão Vermelho          |
| Lavras                     | 310043 | Santo Antônio do Amparo    |
| Guaxupé                    | 310044 | Arceburgo                  |
| Guaxupé                    | 310044 | Cabo Verde                 |
| Guaxupé                    | 310044 | Guaranésia                 |
| Guaxupé                    | 310044 | Guaxupé                    |
| Guaxupé                    | 310044 | Juruaia                    |
| Guaxupé                    | 310044 | Monte Belo                 |
| Guaxupé                    | 310044 | Muzambinho                 |
| Guaxupé                    | 310044 | Nova Resende               |
| Guaxupé                    | 310044 | São Pedro da União         |
| Três Corações              | 310045 | Cambuquira                 |
| Três Corações              | 310045 | Campanha                   |
| Três Corações              | 310045 | Carmo da Cachoeira         |
| Três Corações              | 310045 | São Bento Abade            |
| Três Corações              | 310045 | São Tomé das Letras        |
| Três Corações              | 310045 | Três Corações              |
| Três Pontas-Boa Esperança  | 310046 | Boa Esperança              |
| Três Pontas-Boa Esperança  | 310046 | Coqueiral                  |
| Três Pontas-Boa Esperança  | 310046 | Ilicínea                   |
| Três Pontas-Boa Esperança  | 310046 | Santana da Vargem          |
| Três Pontas-Boa Esperança  | 310046 | Três Pontas                |
| São Sebastião do Paraíso   | 310047 | Itamogi                    |
| São Sebastião do Paraíso   | 310047 | Jacuí                      |
| São Sebastião do Paraíso   | 310047 | Monte Santo de Minas       |
| São Sebastião do Paraíso   | 310047 | São Sebastião do Paraíso   |
| São Sebastião do Paraíso   | 310047 | São Tomás de Aquino        |
| Campo Belo                 | 310048 | Aguanil                    |
| Campo Belo                 | 310048 | Campo Belo                 |
| Campo Belo                 | 310048 | Candeias                   |
| Campo Belo                 | 310048 | Cristais                   |
| Campo Belo                 | 310048 | Santana do Jacaré          |
| Piumhi                     | 310049 | Capitólio                  |
| Piumhi                     | 310049 | Doresópolis                |
| Piumhi                     | 310049 | Piumhi                     |
| Piumhi                     | 310049 | São Roque de Minas         |
| Piumhi                     | 310049 | Vargem Bonita              |

### Pouso Alegre
| Região geográfica imediata | Código | Municípios                  |
| -------------------------- | ------ | --------------------------- |
| Pouso Alegre               | 310050 | Albertina                   |
| Pouso Alegre               | 310050 | Bom Repouso                 |
| Pouso Alegre               | 310050 | Borda da Mata               |
| Pouso Alegre               | 310050 | Bueno Brandão               |
| Pouso Alegre               | 310050 | Cachoeira de Minas          |
| Pouso Alegre               | 310050 | Camanducaia                 |
| Pouso Alegre               | 310050 | Cambuí                      |
| Pouso Alegre               | 310050 | Careaçu                     |
| Pouso Alegre               | 310050 | Conceição dos Ouros         |
| Pouso Alegre               | 310050 | Congonhal                   |
| Pouso Alegre               | 310050 | Consolação                  |
| Pouso Alegre               | 310050 | Córrego do Bom Jesus        |
| Pouso Alegre               | 310050 | Espírito Santo do Dourado   |
| Pouso Alegre               | 310050 | Estiva                      |
| Pouso Alegre               | 310050 | Extrema                     |
| Pouso Alegre               | 310050 | Heliodora                   |
| Pouso Alegre               | 310050 | Inconfidentes               |
| Pouso Alegre               | 310050 | Ipuiuna                     |
| Pouso Alegre               | 310050 | Itapeva                     |
| Pouso Alegre               | 310050 | Jacutinga                   |
| Pouso Alegre               | 310050 | Monte Sião                  |
| Pouso Alegre               | 310050 | Munhoz                      |
| Pouso Alegre               | 310050 | Natércia                    |
| Pouso Alegre               | 310050 | Ouro Fino                   |
| Pouso Alegre               | 310050 | Pouso Alegre                |
| Pouso Alegre               | 310050 | Santa Rita do Sapucaí       |
| Pouso Alegre               | 310050 | São João da Mata            |
| Pouso Alegre               | 310050 | São Sebastião da Bela Vista |
| Pouso Alegre               | 310050 | Senador Amaral              |
| Pouso Alegre               | 310050 | Senador José Bento          |
| Pouso Alegre               | 310050 | Silvianópolis               |
| Pouso Alegre               | 310050 | Tocos do Moji               |
| Pouso Alegre               | 310050 | Toledo                      |
| Pouso Alegre               | 310050 | Turvolândia                 |
| Poços de Caldas            | 310051 | Andradas                    |
| Poços de Caldas            | 310051 | Bandeira do Sul             |
| Poços de Caldas            | 310051 | Botelhos                    |
| Poços de Caldas            | 310051 | Caldas                      |
| Poços de Caldas            | 310051 | Campestre                   |
| Poços de Caldas            | 310051 | Ibitiúra de Minas           |
| Poços de Caldas            | 310051 | Poços de Caldas             |
| Poços de Caldas            | 310051 | Santa Rita de Caldas        |
| Itajubá                    | 310052 | Brazópolis                  |
| Itajubá                    | 310052 | Conceição das Pedras        |
| Itajubá                    | 310052 | Delfim Moreira              |
| Itajubá                    | 310052 | Gonçalves                   |
| Itajubá                    | 310052 | Itajubá                     |
| Itajubá                    | 310052 | Maria da Fé                 |
| Itajubá                    | 310052 | Marmelópolis                |
| Itajubá                    | 310052 | Paraisópolis                |
| Itajubá                    | 310052 | Pedralva                    |
| Itajubá                    | 310052 | Piranguçu                   |
| Itajubá                    | 310052 | Piranguinho                 |
| Itajubá                    | 310052 | São José do Alegre          |
| Itajubá                    | 310052 | Sapucaí-Mirim               |
| Itajubá                    | 310052 | Wenceslau Braz              |
| São Lourenço               | 310053 | Alagoa                      |
| São Lourenço               | 310053 | Carmo de Minas              |
| São Lourenço               | 310053 | Conceição do Rio Verde      |
| São Lourenço               | 310053 | Cristina                    |
| São Lourenço               | 310053 | Dom Viçoso                  |
| São Lourenço               | 310053 | Itamonte                    |
| São Lourenço               | 310053 | Itanhandu                   |
| São Lourenço               | 310053 | Jesuânia                    |
| São Lourenço               | 310053 | Lambari                     |
| São Lourenço               | 310053 | Olímpio Noronha             |
| São Lourenço               | 310053 | Passa Quatro                |
| São Lourenço               | 310053 | Pouso Alto                  |
| São Lourenço               | 310053 | São Lourenço                |
| São Lourenço               | 310053 | São Sebastião do Rio Verde  |
| São Lourenço               | 310053 | Soledade de Minas           |
| São Lourenço               | 310053 | Virgínia                    |
| Caxambu-Baependi           | 310054 | Aiuruoca                    |
| Caxambu-Baependi           | 310054 | Baependi                    |
| Caxambu-Baependi           | 310054 | Carvalhos                   |
| Caxambu-Baependi           | 310054 | Caxambu                     |
| Caxambu-Baependi           | 310054 | Cruzília                    |
| Caxambu-Baependi           | 310054 | Minduri                     |
| Caxambu-Baependi           | 310054 | Seritinga                   |
| Caxambu-Baependi           | 310054 | Serranos                    |

### Uberaba
| Região geográfica imediata | Código | Municípios             |
| -------------------------- | ------ | ---------------------- |
| Uberaba                    | 310055 | Água Comprida          |
| Uberaba                    | 310055 | Campo Florido          |
| Uberaba                    | 310055 | Conceição das Alagoas  |
| Uberaba                    | 310055 | Conquista              |
| Uberaba                    | 310055 | Delta                  |
| Uberaba                    | 310055 | Nova Ponte             |
| Uberaba                    | 310055 | Sacramento             |
| Uberaba                    | 310055 | Santa Juliana          |
| Uberaba                    | 310055 | Uberaba                |
| Uberaba                    | 310055 | Veríssimo              |
| Araxá                      | 310056 | Araxá                  |
| Araxá                      | 310056 | Campos Altos           |
| Araxá                      | 310056 | Ibiá                   |
| Araxá                      | 310056 | Pedrinópolis           |
| Araxá                      | 310056 | Perdizes               |
| Araxá                      | 310056 | Pratinha               |
| Araxá                      | 310056 | Santa Rosa da Serra    |
| Araxá                      | 310056 | Tapira                 |
| Frutal                     | 310057 | Comendador Gomes       |
| Frutal                     | 310057 | Fronteira              |
| Frutal                     | 310057 | Frutal                 |
| Frutal                     | 310057 | Itapagipe              |
| Frutal                     | 310057 | Pirajuba               |
| Frutal                     | 310057 | Planura                |
| Iturama                    | 310058 | Carneirinho            |
| Iturama                    | 310058 | Iturama                |
| Iturama                    | 310058 | Limeira do Oeste       |
| Iturama                    | 310058 | São Francisco de Sales |
| Iturama                    | 310058 | União de Minas         |

### Uberlândia
| Região geográfica imediata | Código | Municípios            |
| -------------------------- | ------ | --------------------- |
| Uberlândia                 | 310059 | Araguari              |
| Uberlândia                 | 310059 | Araporã               |
| Uberlândia                 | 310059 | Campina Verde         |
| Uberlândia                 | 310059 | Canápolis             |
| Uberlândia                 | 310059 | Cascalho Rico         |
| Uberlândia                 | 310059 | Centralina            |
| Uberlândia                 | 310059 | Indianópolis          |
| Uberlândia                 | 310059 | Monte Alegre de Minas |
| Uberlândia                 | 310059 | Prata                 |
| Uberlândia                 | 310059 | Tupaciguara           |
| Uberlândia                 | 310059 | Uberlândia            |
| Ituiutaba                  | 310060 | Cachoeira Dourada     |
| Ituiutaba                  | 310060 | Capinópolis           |
| Ituiutaba                  | 310060 | Gurinhatã             |
| Ituiutaba                  | 310060 | Ipiaçu                |
| Ituiutaba                  | 310060 | Ituiutaba             |
| Ituiutaba                  | 310060 | Santa Vitória         |
| Monte Carmelo              | 310061 | Abadia dos Dourados   |
| Monte Carmelo              | 310061 | Douradoquara          |
| Monte Carmelo              | 310061 | Estrela do Sul        |
| Monte Carmelo              | 310061 | Grupiara              |
| Monte Carmelo              | 310061 | Iraí de Minas         |
| Monte Carmelo              | 310061 | Monte Carmelo         |
| Monte Carmelo              | 310061 | Romaria               |

### Patos de Minas
| Região geográfica imediata | Código | Municípios            |
| -------------------------- | ------ | --------------------- |
| Patos de Minas             | 310062 | Arapuá                |
| Patos de Minas             | 310062 | Brasilândia de Minas  |
| Patos de Minas             | 310062 | Carmo do Paranaíba    |
| Patos de Minas             | 310062 | Guarda-Mor            |
| Patos de Minas             | 310062 | João Pinheiro         |
| Patos de Minas             | 310062 | Lagamar               |
| Patos de Minas             | 310062 | Lagoa Formosa         |
| Patos de Minas             | 310062 | Lagoa Grande          |
| Patos de Minas             | 310062 | Matutina              |
| Patos de Minas             | 310062 | Paracatu              |
| Patos de Minas             | 310062 | Patos de Minas        |
| Patos de Minas             | 310062 | Presidente Olegário   |
| Patos de Minas             | 310062 | Rio Paranaíba         |
| Patos de Minas             | 310062 | São Gonçalo do Abaeté |
| Patos de Minas             | 310062 | São Gotardo           |
| Patos de Minas             | 310062 | Tiros                 |
| Patos de Minas             | 310062 | Varjão de Minas       |
| Patos de Minas             | 310062 | Vazante               |
| Unaí                       | 310063 | Arinos                |
| Unaí                       | 310063 | Bonfinópolis de Minas |
| Unaí                       | 310063 | Buritis               |
| Unaí                       | 310063 | Cabeceira Grande      |
| Unaí                       | 310063 | Dom Bosco             |
| Unaí                       | 310063 | Formoso               |
| Unaí                       | 310063 | Natalândia            |
| Unaí                       | 310063 | Riachinho             |
| Unaí                       | 310063 | Unaí                  |
| Unaí                       | 310063 | Uruana de Minas       |
| Unaí                       | 310063 | Urucuia               |
| Patrocínio                 | 310064 | Coromandel            |
| Patrocínio                 | 310064 | Cruzeiro da Fortaleza |
| Patrocínio                 | 310064 | Guimarânia            |
| Patrocínio                 | 310064 | Patrocínio            |
| Patrocínio                 | 310064 | Serra do Salitre      |

### Divinópolis
| Região geográfica imediata | Código | Municípios             |
| -------------------------- | ------ | ---------------------- |
| Divinópolis                | 310065 | Araújos                |
| Divinópolis                | 310065 | Camacho                |
| Divinópolis                | 310065 | Carmo da Mata          |
| Divinópolis                | 310065 | Carmo do Cajuru        |
| Divinópolis                | 310065 | Cláudio                |
| Divinópolis                | 310065 | Conceição do Pará      |
| Divinópolis                | 310065 | Divinópolis            |
| Divinópolis                | 310065 | Itapecerica            |
| Divinópolis                | 310065 | Itatiaiuçu             |
| Divinópolis                | 310065 | Itaúna                 |
| Divinópolis                | 310065 | Japaraíba              |
| Divinópolis                | 310065 | Lagoa da Prata         |
| Divinópolis                | 310065 | Leandro Ferreira       |
| Divinópolis                | 310065 | Nova Serrana           |
| Divinópolis                | 310065 | Pedra do Indaiá        |
| Divinópolis                | 310065 | Perdigão               |
| Divinópolis                | 310065 | Pitangui               |
| Divinópolis                | 310065 | Santo Antônio do Monte |
| Divinópolis                | 310065 | São Gonçalo do Pará    |
| Divinópolis                | 310065 | São Sebastião do Oeste |
| Formiga                    | 310066 | Arcos                  |
| Formiga                    | 310066 | Bambuí                 |
| Formiga                    | 310066 | Córrego Danta          |
| Formiga                    | 310066 | Córrego Fundo          |
| Formiga                    | 310066 | Formiga                |
| Formiga                    | 310066 | Iguatama               |
| Formiga                    | 310066 | Medeiros               |
| Formiga                    | 310066 | Pains                  |
| Formiga                    | 310066 | Pimenta                |
| Formiga                    | 310066 | Tapiraí                |
| Dores do Indaiá            | 310067 | Bom Despacho           |
| Dores do Indaiá            | 310067 | Dores do Indaiá        |
| Dores do Indaiá            | 310067 | Estrela do Indaiá      |
| Dores do Indaiá            | 310067 | Luz                    |
| Dores do Indaiá            | 310067 | Martinho Campos        |
| Dores do Indaiá            | 310067 | Moema                  |
| Dores do Indaiá            | 310067 | Pompéu                 |
| Dores do Indaiá            | 310067 | Quartel Geral          |
| Dores do Indaiá            | 310067 | Serra da Saudade       |
| Pará de Minas              | 310068 | Igaratinga             |
| Pará de Minas              | 310068 | Maravilhas             |
| Pará de Minas              | 310068 | Onça de Pitangui       |
| Pará de Minas              | 310068 | Papagaios              |
| Pará de Minas              | 310068 | Pará de Minas          |
| Pará de Minas              | 310068 | Pequi                  |
| Pará de Minas              | 310068 | São José da Varginha   |
| Oliveira                   | 310069 | Bonfim                 |
| Oliveira                   | 310069 | Carmópolis de Minas    |
| Oliveira                   | 310069 | Crucilândia            |
| Oliveira                   | 310069 | Itaguara               |
| Oliveira                   | 310069 | Oliveira               |
| Oliveira                   | 310069 | Passa Tempo            |
| Oliveira                   | 310069 | Piedade dos Gerais     |
| Oliveira                   | 310069 | Piracema               |
| Oliveira                   | 310069 | Rio Manso              |
| Oliveira                   | 310069 | São Francisco de Paula |
| Abaeté                     | 310070 | Abaeté                 |
| Abaeté                     | 310070 | Biquinhas              |
| Abaeté                     | 310070 | Cedro do Abaeté        |
| Abaeté                     | 310070 | Morada Nova de Minas   |
| Abaeté                     | 310070 | Paineiras              |